# Grenspaal Afsluitdijk
Grenspaal Afsluitdijk is een grenspaal op de Afsluitdijk op de grens van de Nederlandse provincies Friesland en Noord-Holland.

## Beschrijving
De grenspaal van hardsteen werd in 1932 geplaatst. Aan weerszijden van de paal zijn op bronzen plakkaten de wapenschilden van beide provincies aangebracht. De grenspaal werd in 2001 als rijksmonument in het Monumentenregister opgenomen.
De paal stond aan de IJsselmeerzijde, maar werd in 1975 verplaatst naar de hoger gelegen Waddenzeezijde. De paal werd per ongeluk verkeerd om geplaatst. Deze fout werd pas in 2016 opgemerkt. Na verhoging van de dijk werd de grenspaal na restauratie op 28 mei 2021 teruggeplaatst in de juiste positie, het Friese wapen aan de oostkant en het wapen van Noord-Holland aan de westkant.